# Cerkiew Narodzenia Matki Bożej w Skopju
Cerkiew Narodzenia Matki Bożej (znana też jako cerkiew Świętej Bogurodzicy lub Najświętszej Bogurodzicy Trójrękiej) – prawosławna cerkiew położona w centrum Skopje, na nabrzeżu, na lewym brzegu Wardaru. Od 1835 r. do spalenia przez bułgarskie wojska w 1944 r., była to najważniejsza cerkiew w Skopje, sobór katedralny miejscowej prawosławnej metropolii.

## Historia
Cerkiew poświęcona Matce Bożej została wzniesiona w 1204 r. przez macedońskiego średniowiecznego władcę Dobromira Chrysosa. Matka Boża była patronką Skopje, a świątynia była katedrą miejscowego biskupa. Budowę ukończył w 1214 roku syn Dobromira Strez (Srez). Pierwsza cerkiew przetrwała do 1688 roku, kiedy została rozebrana przez Turków.
Po wielu latach, na początku XIX wieku, rozpoczęto budowę nowej świątyni pod tym samym wezwaniem. Według skopijskiego kupca Hadzi-Kosty budowniczowie i snycerze rozpoczęli pracę w 1809 roku, a po 10 latach oczekiwania na zgodę na budowę, którą musiał wyrazić sułtan, została uroczyście konsekrowana 1 maja 1835. Według Wasila Kynczowa pozwolenie na budowę wydano w 1834 roku. Przy budowie świątyni i znajdującego się w niej ikonostasu pracowali rzemieślnicy i snycerze z Debaru W okresie od 1848 do 1857 r. przy cerkwi na prośbę mieszkańców Skopje otwarto szkołę z nauką w języku bułgarskim, którą prowadził Jordan Chadżikonstantinow-Dżinot. Zyskał on wielki szacunek i popularność wśród obywateli, a na dziedzińcu cerkwi organizował przedstawienia teatralne według własnych tekstów, w których występowali jego uczniowie.
Pod koniec II wojny światowej, w 1944 r., cerkiew została podpalona przez wojska bułgarskie. Zniszczeniu uległ znajdujący się w niej ikonostas i freski. Powojenny rząd Socjalistycznej Republiki Macedonii, nie rozpoczął odbudowy świątyni, więc została ona całkowicie zniszczona podczas trzęsienia ziemi w Skopje w 1963 roku.
Wraz z odzyskaniem niepodległości przez Macedonię pojawiły inicjatywy odbudowy cerkwi. Na początku 1995 r. grupa obywateli, głównie starszych mieszkańców Skopje,  zarejestrowała stowarzyszenie na rzecz odbudowy świątyni W ciągu następnych kilku lat udało się zbudować małą świątynię w pobliżu fundamentów dawnej cerkwi. W 2004 roku w odbudowę obiektu aktywnie zaangażował się skopijski biznesmen i były burmistrz Trifun Kostowski. Dzięki jego zaangażowaniu i środkom finansowym w latach 2005–2008 odbudowano cerkiew w takiej postaci, w jakiej istniała przed 1944 r.
W 2014 roku odrestaurowano znajdujący się w cerkwi tron biskupi. Snycerze Jane i Zlate Krstewscy wykonali wierną kopię tronu z 1838 r., który widoczny jest na archiwalnej fotografii wnętrza świątyni.